# Wilhelm Kirchner (Mediziner)

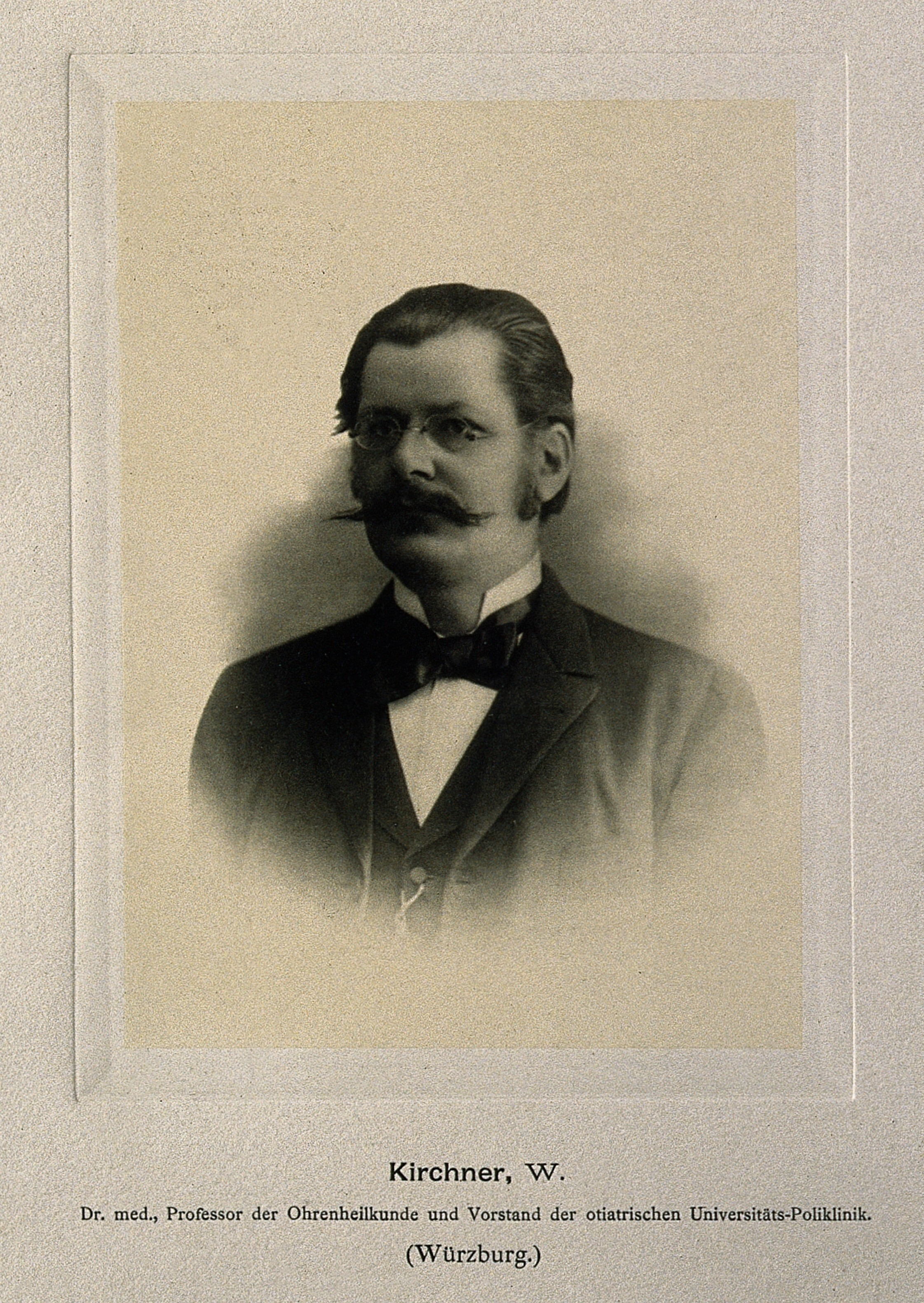
Wilhelm Kirchner

Wilhelm Georg Kirchner (* 19. August 1849 in Euerbach; † 14. Dezember 1935 in Würzburg) war ein deutscher Mediziner und Professor der Ohrenheilkunde. Er war Leiter der otiatrischen Universitäts-Poliklinik in Würzburg.

## Leben
Wilhelm Kirchner studierte an der Julius-Maximilians-Universität Würzburg und der Universität Wien Medizin, wurde 1873 in Würzburg promoviert, wirkte ab 1875 als praktischer Arzt und habilitierte sich 1881 für Ohrenheilkunde in Würzburg.
Wegen einer fortschreitenden Erkrankung von Anton Friedrich von Tröltsch übernahm er 1883 die Leitung der otiatrischen Universitäts-Poliklinik, wurde 1890 zum außerordentlichen Professor und nach Beendigung des Ersten Weltkriegs 1919 zum ordentlichen Professor ernannt. Wilhelm Kirchner wurde im Jahr 1920 emeritiert.
Am 20. Dezember 1895 wurde er unter der Präsidentschaft von Karl von Fritsch in der Fachsektion für wissenschaftliche Medizin unter der Matrikel-Nr. 3078 als Mitglied in die Kaiserliche Leopoldino-Carolinische Deutsche Akademie der Naturforscher aufgenommen.
Von seiner Korrespondenz sind Briefe an den Philosophen Adolf Dyroff und den Bibliothekar Georg von Laubmann erhalten.
Nach ihm wurden die Kirchnerschen Divertikel der Eustachi-Röhre benannt.

## Schriften
- Handbuch der Ohrenheilkunde. Für Ärzte und Studirende. Sechste Auflage, Wreden, Braunschweig 1899 (Digitalisat)